# Забедашвили, Георгий Гияевич
Георгий Гияевич Забедашвили (1 января 1996) — российский футболист, защитник.

## Биография
Воспитанник краснодарского футбола. 29 марта 2016 года подписал контракт с белорусским клубом «Динамо-Брест», за который играл в основном в молодёжном первенстве. Единственный матч в Высшей лиге провёл 30 мая 2016 года против «Торпедо-БелАЗ», в котором был заменён в перерыве, вместо него на поле вышел полузащитник Симон Огар.
Позже — игрок любительских соревнований в Краснодарском крае.